# Tudor Vladimirescu (gmina w okręgu Braiła)
Tudor Vladimirescu – gmina w Rumunii, w okręgu Braiła. Obejmuje miejscowości Comăneasca, Scorțaru Vechi i Tudor Vladimirescu. W 2011 roku liczyła 2107 mieszkańców. 